# Poul Pedersen
Poul Ebbesen Pedersen (ur. 31 października 1932 w Aarhus, zm. 23 grudnia 2016) – duński piłkarz grający na pozycji napastnika. W swojej karierze rozegrał 50 meczów i strzelił 17 goli w reprezentacji Danii.

## Kariera klubowa
Całą swoją karierę piłkarską Pedersen spędził w klubie AI Aarhus-Tranbjerg. Zadebiutował w nim w 1950 roku w duńskiej lidze i grał w nim do 1964 roku.

## Kariera reprezentacyjna
W reprezentacji Danii Pedersen zadebiutował 21 czerwca 1953 roku w przegranym 1:3 meczu Mistrzostw Nordyckich ze Szwecją, rozegranym w Kopenhadze. W 1960 roku zdobył srebrny medal na igrzyskach olimpijskich w Rzymie. W kadrze narodowej od 1953 do 1964 roku rozegrał 50 spotkań, w których zdobył 17 bramek.